# 교향곡 2번 (슈트라우스)
《교향곡 2번 바단조 Op.12》는 리하르트 슈트라우스가 1883년에서 1884년까지 작곡한 교향곡이다. 전악장을 통합해서 연주시간이 45분에 달한다.

## 개요

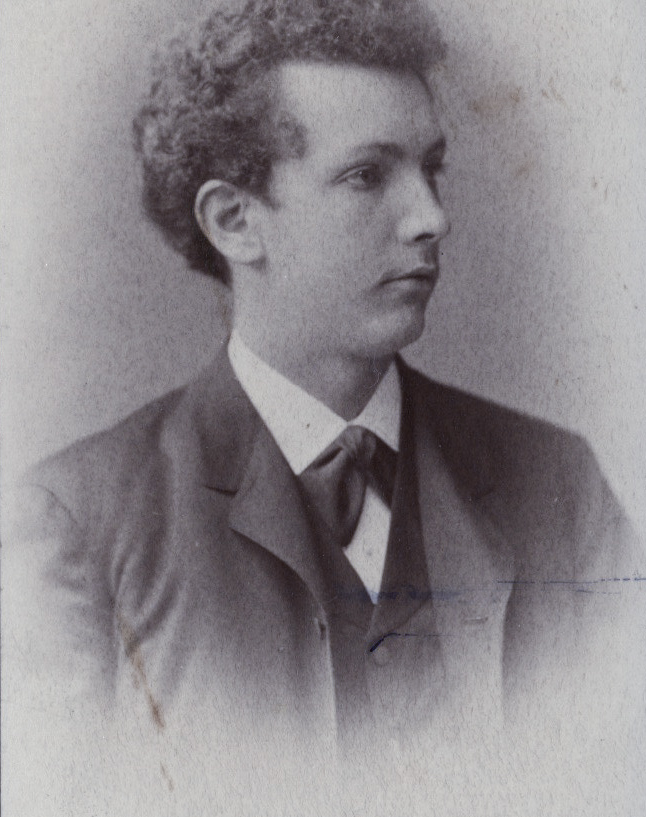
‘교향곡 2번’ 초연 2년후 (1886년)의 리하르트 슈트라우스

리하르트 슈트라우스는 교향시와 오페라, 그리고 가곡 영역에서 걸출한 작품을 많이 내놓아 지금도 음악사에 중요 인물로 서술되고 있다. 주로 작곡한 장르를 보건대, 슈트라우스는 아마 교향곡이나 협주곡 같은 형식을 꽤 엄격히 따지는 고전적인 장르를 그다지 좋아하지 않았다고 생각할 수도 있다. 하지만 슈트라우스가 교향곡 같은 '구시대 형식' 의 곡을 아예 못쓰는 것은 절대 아니었다. 비록 '이탈리아에서' 나 '돈 후안' 같은 초기 교향시와 교향시 형식에 입각한 후기 교향곡의 유명세와 중요성에 가려서 거의 찬밥 신세지만, 슈트라우스가 고전적 형식 논리에 입각해서 쓴 초기 교향곡도 두 곡이 존재하고 있다.
1880년의 교향곡 1번 라단조 AV.69가 출판을 않하여 실질적으로 잊혀지면서 '2번' 번호 없이 단순히 '교향곡 바단조'로 불리는 경우도 있다. 작품 목록에서는 TrV.126, Hanstein AI2. 같은 번호가 함께 하는 일이 있는 한편, 뮐러 폰 아조프가 편집한 작품 목록에서는 편집자의 독자적인 정리 번호는 붙지 않았다. 아직 청년기의 작품이기 때문에 강렬한 독창성을 발휘하는데 미치지 않지만, 악곡의 구성이나 전개, 악상의 처리에 습작 같은 미숙은 추호도 없고 균형 잡힌 악기 배치는 다가올 관현악법의 거장의 모습을 예고하고 있다. 또 베토벤을 필두로 하는 19세기 독일권의 교향곡 작곡가의 전통을 절충적으로 통합하면서 자신이 나아갈 곳을 찾으려는 기세도 느끼게 한다.
20세도 되지 않았던 '청소년' 슈트라우스로서는, 한스 폰 뷜로라는 대가의 눈에 들었다는 것만으로도 엄청나게 '땡잡았다는' 것을 충분히 자각하고 있었다. 게다가 뷜로 역시 슈트라우스의 아버지 프란츠 슈트라우스나 작곡 스승이었던 프리드리히 빌헬름 마이어처럼 고전주의 형식을 무엇보다 중시하는 인물이었고, 슈트라우스도 자신의 창작 성향을 여전히 그 쪽으로 고정시키고 있었다.
1883년부터 쓰기 시작했던 교향곡 2번 바단조는 뷜로의 영향권에 들어간 시기의 곡인데, 이 곡은 슈트라우스가 딱 20세를 찍은 이듬해인 1884년에 완성되었다. 이 곡은 그 해 12월에 바다 건너 미국에서 뉴욕 필하모닉 오케스트라와 시어도어 토머스의 지휘로 초연되었는데, 당시 유럽 특히 독일에서만 국지적인 활동을 하고 있던 슈트라우스로서는 '신대륙'에서 자신의 이름을 알릴 수 있던 좋은 기회가 되었을 것이다. 유럽 초연은 작곡자 자신의 지휘로 1885년 10월에 연주됐고 같은 밤에 자작의 카덴차에 따른 모차르트의 피아노 협주곡 24번의 솔로를 연주했다. 1887년에는 라이프치히 게반트 하우스 오케스트라를 지휘하여 재연했다. 그 해 밀라노에서 지휘했을 때는, 스케르초 악장이 호평을 받고 2번을 반복해야 했다. 이 교향곡 2번 바단조는 전작(교향곡 1번)보다 더 규모가 커졌는데, 스케르초와 안단테 악장이 예전 곡과는 순서가 뒤바뀌어 있는 것도 특징이다. 1악장 첫머리의 하강 동기는 훗날 교향곡 4번 ‘알프스’의 첫머리에 나오는 것을 떠올리게 하기도 하는데, 아직 형식에 있어서는 고전 교향곡의 틀을 크게 벗어나고 있지 않지만 악상의 성숙도는 예전 것보다 높은 편이다.
특히 3악장 안단테에서는 훗날 슈트라우스가 즐겨 사용하게 되는 화성 진행 같은 면모가 조금씩 얼굴을 내밀고 있는데, 가장 인상이 괜찮은 대목이다. 그러나 2악장 스케르초의 경우 전작의 멘델스존풍 전개를 거의 그대로 답습하고 있고, 1악장 첫머리의 하강 동기를 후반부에서 내놓아 일종의 '순환 형식' 을 이루는 4악장에서도 대위법 기교를 좀 지나치게 과시하고 있는게 아닌가 하는 느낌도 든다. 슈트라우스는 1885년에 마이닝엔 궁정악단에서 뷜로의 부지휘자로 활동하기 시작했는데, 이 때 악단의 바이올리니스트였던 알렉산더 리터가 소개해준 베를리오즈와 바그너, 리스트의 음악에 강한 영향을 받게 되었다. 그러나 세 작곡가 모두 뷜로가 거의 돌아섰던 인물들이었기 때문에, 슈트라우스는 뷜로의 비위를 거스르지 않는 차원에서 조심스럽게 작품을 연구하고 창작에 반영했다. 이후 (아직 뷜로의 영향권 안에 있기는 했지만) 교향적 관현악 작품으로 이탈리아에서를 1886년에 내놓았고, 이어 첫 교향시인 돈 후안과 죽음과 변용, 맥베스 등을 후속작으로 차례차례 내놓으면서는 이제 더 이상 뷜로의 후광을 입지 않아도 될 만큼 자신의 입지를 확보할 수 있었다. 또 그 동안 '숨어서' 좋아하던 바그너나 리스트 등의 음악도 공개적으로 거론하게 되었고, 두 작곡가의 작품도 연주회 무대에서 지휘할 수 있게 되었다.

## 연주시간
- 약 45분

## 편성
플루트2, 오보에2, 클라리넷2, 바순2, 호른4, 트럼펫3, 트롬본3, 튜바, 팀파니, 현5부 (표준적인 2관 편성이 채용되고 있다.)

## 구성

### 제1악장
알레그로 마 논 트로포, 온 포코 메스토소, 바단조, 2/4박자.
3개의 주제에 의한 소나타 형식의 빠른 악장이다. 하강 음형에 의한 클라리넷과 바순의 도입에 의해서 시작되고, 제1주제는 클라리넷과 첼로의 반주에 맞추어 제1바이올린과 비올라로 제시된다. 참고로 반음계적으로 변화하면서 순차적으로 진행하는 하락세는 베토벤의 교향곡 7번의 느린 2악장에, 단일의 불협화음을 투티로 반복 연타는 영웅교향곡 1악장의 전개부에 각각 유래한다. 마지막에는 조용히 마무리한다.

### 제2악장
스케르초 : 프레스토 내림가장조, 3/4박자, 트리오 바단조.
흐린 조성감(변위 화음과 분주하게 조 바꿈), 금관 악기의 활약, 경쾌하고 신비한 텍스쳐에 의해서 브루크너풍으로 시작한다. 곳 곳에서 '3마디를 하나의 리듬으로 간주하고(ritmo di tre battute)', '2마디를 하나의 리듬으로 간주하고(ritmo di due battute)'라는 지시가 나오기 때문에 박자는 변화하고 있지 않은데도 불구하고 이상한 같은 효과가 주어진다. 한편으로 중후하고 구슬픈 트리오는 브람스의 저음역이나 중음역을 강조하고 있다.코다에서 트리오 주제가 내림가장조에서 회상되며 간결한 결말에 이른다.

### 제3악장
안단테 칸타빌레 바장조, 3/8박자.
소리의 시적인 풍경화라 할 환상적인 내용을 갖고, 특히 드보르작 교향곡의 가요악장을 연상시킨다. 전면 서정이 펼쳐지는 가운데 1악장에서 나온 금관 악기의 모티브가 이행부를 비집고 들어간다.

### 제4악장
피날레: 알레그로 아사이 몰토 아파시오나토 바단조 - 바장조 2/2박자.
제1주제는 트레몰로에 반주되게 상승하고 가고 격한 저음 악기 선율이며, 비상한 브루크너식으로 울린다. 결말에 가까워지면 마디의 T와 U의 거의 중간 지점에서 선행 3악장의 회상이 열린다. 브루크너의 1873년판 〈바그너 교향곡〉 또한 마지막 악장의 같은 곳에서 선행 악장의 주제를 회상하고 있다. 또한 346마디, 349마디 (속 화음의 위의 상승 모티브를 반복하고 거세지는 방법)은 같은 바단조 〈에그몬트 서곡〉에서 유래했다. 주제 회상 후에는 바장조로 돌아가고, 마에스토소에서 알레그로 아사이의 코다에서 힘차게 종결한다.

## 참고 문헌
- Bloomfield, Theodore (1974). "Richard Strauss's Symphony in F minor" March Music and Musicians
- Del Mar, Norman (1962). London Richard Strauss: A Critical Commentary on his Life and Works Barrie and Rockliff
- Jefferson, Alan (1975). London Richard Strauss Macmillan London Limited
- Kennedy, Michael (1999). Cambridge Richard Strauss: Man, Musician, Enigma Cambridge University Press
- Schuh, Willi (1982). Cambridge Richard Strauss: a chronicle of the early years 1864—1898 Cambridge University Press. Whittall (translator) Mary
- Youmans, Charles (2005). Bloomington and Indianopolis Richard Strauss's Orchestral Music and the German Intellectual Tradition: The Philosophical Roots of Musical Modernism * Indiana University Press
- http://byundaeri.tistory.com/20 [머나먼정글 잡설록]